# Syntrechalea
Genre
Syntrechalea est un genre d'araignées aranéomorphes de la famille des Trechaleidae.

## Distribution
Les espèces de ce genre se rencontrent en Amérique du Sud et en Amérique centrale.

## Liste des espèces
Selon World Spider Catalog (version 17.0, 28/04/2016) :
- Syntrechalea adis Carico, 2008
- Syntrechalea boliviensis (Carico, 1993)
- Syntrechalea brasilia Carico, 2008
- Syntrechalea caballero Carico, 2008
- Syntrechalea caporiacco Carico, 2008
- Syntrechalea lomalinda (Carico, 1993)
- Syntrechalea napoensis Carico, 2008
- Syntrechalea neblina Silva & Lise, 2010
- Syntrechalea reimoseri (Caporiacco, 1947)
- Syntrechalea robusta Silva & Lise, 2010
- Syntrechalea syntrechaloides (Mello-Leitão, 1941)
- Syntrechalea tenuis F. O. Pickard-Cambridge, 1902

## Publication originale
- F. O. Pickard-Cambridge, 1902 : Arachnida - Araneida and Opiliones. Biologia Centrali-Americana, Zoology, London, vol. 2, p. 313-424 (texte intégral).